# Aurelio Hernández
Aurelio Hernández (* 7. Oktober 1950 in Monterrey, Nuevo León) ist ein ehemaliger mexikanischer Fußballspieler auf der Position eines Verteidigers. 

## Leben
Hernández stand in zwei Etappen für insgesamt acht Jahre beim Club Deportivo Guadalajara unter Vertrag, für den er zunächst von 1970 bis 1972 und anschließend noch einmal von 1974 bis 1980 tätig war. Dazwischen spielte er zwei Jahre für Deportivo Toluca. 
1980 wechselte er zum Aufsteiger Atletas Campesinos, der nur insgesamt zwei Spielzeiten (1980/81 und 1981/82) in der höchsten mexikanischen Spielklasse vertreten war. Nach dem Lizenzverkauf an den Tampico-Madero FC am Ende der Saison 1981/82 schied der Verein aus der ersten Liga aus und Hernández beendete seine aktive Laufbahn.